# Habib Beye
Habib Beye (* 19. Oktober 1977 in Suresnes) ist ein ehemaliger Fußballspieler und heutiger -trainer. Er bekleidete die Position des rechten Verteidigers.

## Karriere

### Spieler
Beye wurde in der Jugendakademie von Paris Saint-Germain ausgebildet, wo er auch seinen ersten Profivertrag unterschrieb. Nachdem er kein einziges Spiel für PSG bestritten hatte, wechselte er im Jahr 1998 zu Racing Straßburg.
Dort erarbeitete er sich einen Stammplatz und verbrachte insgesamt fünf Jahre bei den Elsässern. Danach wechselte er im Alter von 26 Jahren zu Olympique Marseille. Mit diesem Verein erreichte er 2004 das Finale des UEFA-Pokals und zwei Mal das Finale des französischen Pokals. Für seine guten Leistungen bekam er diverse Auszeichnungen. Im Juli 2006 verlängerte er seinen Vertrag und übernahm die Kapitänsbinde von Fabien Barthez. In der Saison 2007/2008 wechselte er zu Newcastle United. 2009 wechselte er zu Aston Villa. Dort erhielt er einen Dreijahresvertrag. Seine Karriere beendete er am 30. Juni 2012 bei Doncaster Rovers, für die er zuletzt noch sechs Monate gespielt hatte.

### Trainer
Seit Juni 2021 war Beye Co-Trainer bei Red Star Paris unter Vincent Bordot. Im September desselben Jahres übernahm er zunächst interimsweise den Posten des Cheftrainers und wurde im Oktober offiziell in dieser Funktion bestätigt. In der Saison 2023/24 führte er die Mannschaft als Meister der dritten Liga in die Ligue 2. Anschließend endete sein Vertrag mit dem Verein. Im Januar 2025 übernahm er den Cheftrainerposten bei Stade Rennes in der Ligue 1.

### Erfolge
- 2001: Sieger des Coupe de France mit Racing Straßburg
- 2006: Finale des Coupe de France mit Olympique Marseille
- 2007: Finale des Coupe de France mit Olympique Marseille
- 2007: Französischer Vize-Meister mit Olympique Marseille

### Nationalmannschaft
Habib Beye ist in Frankreich geboren. Sein Vater ist Senegalese und seine Mutter Französin. Er entschied sich, für das Heimatland seines Vaters zu spielen, das er erst im Alter von 17 Jahren erstmals besuchte; Beye kam von 2001 bis 2008 regelmäßig in der senegalesischen Fußballnationalmannschaft zum Einsatz.